# Victor Garber
Victor Garber, född 16 mars 1949 i London, Ontario, Kanada, är en kanadensisk skådespelare och musiker, verksam i USA.

## Biografi
Garber har medverkat sporadiskt som skådespelare i amerikanska och kanadensiska TV- och filmproduktioner sedan 1970-talet, men är huvudsakligen känd som Broadway-skådespelare i ett flertal teateruppsättningar. Han är framför allt en firad musikalstjärna som spelat huvudroller i många kända Stephen Sondheim-musikaler, bland annat i Sweeney Todd, Assassins och A Little Night Music. 
Garber har en stor sångröst och sjöng på 1960-talet bland annat i den kanadensiska popgruppen The Sugar Shoppe (en grupp med musikstil influerad av The Mamas and the Papas). Han har även medverkat i musikaler som Hair och i kultfilmversionen av musikalen Godspell (1973) där han gör huvudrollen som Jesus.
Känd internationellt blev Garber när han spelade skeppsbyggaren Thomas Andrews i en stark biroll i storfilmen Titanic mot Kate Winslet och Leonardo Di Caprio och blev senare känd världen över som bistre spionpappan Jack Bristow, far och kollega till huvudpersonen Sydney Bristow, i den populära TV-serien Alias. 
Garber har även medverkat i filmer som Sömnlös i Seattle, Legally Blonde och Före detta fruars klubb. Han spelar också Oliver Warbucks i TV-produktionen av Annie (1999) med Alicia Morton som huvudroll.
Victor Garber är bosatt och verksam i New York sedan flera år tillbaka och var under hösten 2006 aktuell i advokatserien Justice i USA.

## Filmografi (urval)
- 1973 – Godspell
- 1993 – Sömnlös i Seattle
- 1996 – Före detta fruars klubb
- 1997 – Titanic
- 1997 – Askungen (TV-film)
- 1999 – Annie (TV-film)
- 2001 – I skuggan av Judy Garland (TV-film)
- 2001 – Legally Blonde
- 2001–2006 – Alias (TV-serie)
- 2002 – Tuck Everlasting
- 2006–2007 – Justice (TV-serie)
- 2008 – Milk
- 2008–2009 – Eli Stone (TV-serie)
- 2009 – Green Lantern: First Flight (röst)
- 2010 – The Town
- 2010 – You Again
- 2011 – Kung Fu Panda 2 (röst)
- 2012 – Argo
- 2015 – Self/less
- 2015 – Sicario
- 2019 – Dark Waters
- 2021 – Family Law (TV-serie)
- 2023 – Önskan (röst)
- 2024 – Relay